# 박찬석
박찬석(朴贊石, 1940년 9월 5일 산청 ~ )은 대한민국의 정치인이다. 종교는 천주교이며, 세례명은 마티아이다.
2001년 경북대학교 총장 재임 시절, 영남권 교수로는 처음으로 이인제 후원회에 가입한 것과 민주평화통일회의 자문위원에 참여한 이력이 있으며 이 인연 덕분에 노무현 정권 출범 이 후 새천년민주당 대구시장 후보와 교육인적자원부 장관으로 하마평에 오르내리다가 2004년에 열린우리당에 입당하여 비례대표 5번으로 국회에 진출하였다.

## 역대 선거 결과
| 실시년도 | 선거   | 대수 | 직책     | 선거구   | 정당       | 득표수       | 득표율          | 순위         | 당락 | 비고 |
| -------- | ------ | ---- | -------- | -------- | ---------- | ------------ | --------------- | ------------ | ---- | ---- |
| 2004년   | 총선   | 17대 | 국회의원 | 비례대표 | 열린우리당 | 8,145,824 표 | \| \| 38.26% \| | 비례대표 6번 |      | 초선 |
|          | 38.26% |      |          |          |            |              |                 |              |      |      |